# Massimo Bottura
Massimo Bottura (Módena, 30 de setembro de 1962) é um chef de cozinha italiano. Em 2019, apareceu na lista de 100 pessoas mais influentes do ano pela Time.